# Los Angeles Rams 1988
La stagione 1988 dei Los Angeles Rams è stata la 51ª della franchigia nella National Football League e la 43ª a Los Angeles Con un record di 10-6 la squadra fece ritorno ai playoff dopo l'assenza dell'anno precedente, venendo eliminata nel primo turno dai Vikings.

## Roster
| Roster dei Los Angeles Rams nel 1988 |
| --- |
| Quarterback - 11 Jim Everett - 9 Mark Herrmann Running Back - 42 Greg Bell - 44 Gaston Green - 44 Mike Guman - 24 Buford McGee Wide Receiver - 89 Ron Brown - 84 Aaron Cox - 80 Henry Ellard - 88 Mike Young Tight End - 87 Jon Embree - 81 Pete Holohan Offensive Linemen - 67 Duval Love G - 66 Tom Newberry G - 75 Irv Pankey T - 56 Doug Smith C - 78 Jackie Slater T - 61 Tony Slaton G Defensive Linemen - 69 Greg Meisner DE - 93 Doug Reed DE - 99 Alvin Wright DT Linebacker - 50 Jim Collins - 91 Kevin Greene - 59 Mark Jerue - 58 Mel Owens - 54 Mike Wilcher Defensive Back - 25 Jerry Gray CB - 28 Cliff Hicks CB - 47 LeRoy Irvin CB - 20 Johnnie Johnson SS - 22 Vince Newsome FS Special Team - 5 Dale Hatcher P - 1 Mike Lansford K |
| Legenda - I rookie sono in corsivo. - Il primo ruolo è il principale mentre gli eventuali successivi indicano i ruoli secondari. - (IR) sta per Injured Reserve ed indica la lista ristretta per un solo giocatore infortunato che può tornare ad allenarsi dopo la settimana 6 e a rientrare in prima squadra dopo che questa ha giocato 8 partite. - (NF-Inj.) / (NF-Ill.) stanno rispettivamente per Non-Football Injured e Non-Football Illness ed indicano le liste dove viene inserito un giocatore che ha un infortunio o una malattia non dipendente dal football americano. - (PUP) sta per Physically Unable to Perform ed indica la lista dove viene inserito un giocatore mentre è in attesa di recuperare la condizione fisica. Nella stagione regolare dopo la sesta partita giocata dalla propria squadra, il giocatore ha tempo tre settimane per riprendere ad allenarsi, più tre settimane aggiuntive dal suo rientro agli allenamenti per rientrare in prima squadra. |

## Calendario

### Stagione regolare
| Stagione regolare |                        |           |
| Turno             | Avversario             | Risultato |
| 1                 | at Green Bay Packers   | V 34–7    |
| 2                 | Detroit Lions          | V 17–10   |
| 3                 | at Los Angeles Raiders | V 22–17   |
| 4                 | at New York Giants     | V 45–31   |
| 5                 | Phoenix Cardinals      | S 41–27   |
| 6                 | at Atlanta Falcons     | V 33–0    |
| 7                 | San Francisco 49ers    | S 24–21   |
| 8                 | Seattle Seahawks       | V 31–10   |
| 9                 | at New Orleans Saints  | V 12–10   |
| 10                | at Philadelphia Eagles | S 30–24   |
| 11                | New Orleans Saints     | S 14–10   |
| 12                | San Diego Chargers     | S 38–24   |
| 13                | at Denver Broncos      | S 35–24   |
| 14                | Chicago Bears          | V 23–3    |
| 15                | Atlanta Falcons        | V 22–7    |
| 16                | at San Francisco 49ers | V 38–16   |

### Playoff
| Playoff  |                  |                      |           |
| Turno    | Data             | Avversario           | Risultato |
| Wildcard | 26 dicembre 1988 | at Minnesota Vikings | S 28–17   |

## Classifiche
| NFC West               |    |    |   |      |     |      |     |     |     |
|                        | V  | S  | P | %    | DIV | CONF | PF  | PS  | STR |
| San Francisco 49ers(2) | 10 | 6  | 0 | .625 | 4–2 | 8–4  | 369 | 294 | S1  |
| Los Angeles Rams(5)    | 10 | 6  | 0 | .625 | 4–2 | 8–4  | 407 | 293 | V3  |
| New Orleans Saints     | 10 | 6  | 0 | .625 | 3–3 | 6–6  | 312 | 283 | V1  |
| Atlanta Falcons        | 5  | 11 | 0 | .313 | 1–5 | 4–8  | 244 | 315 | S3  |